# Querelle du coloris

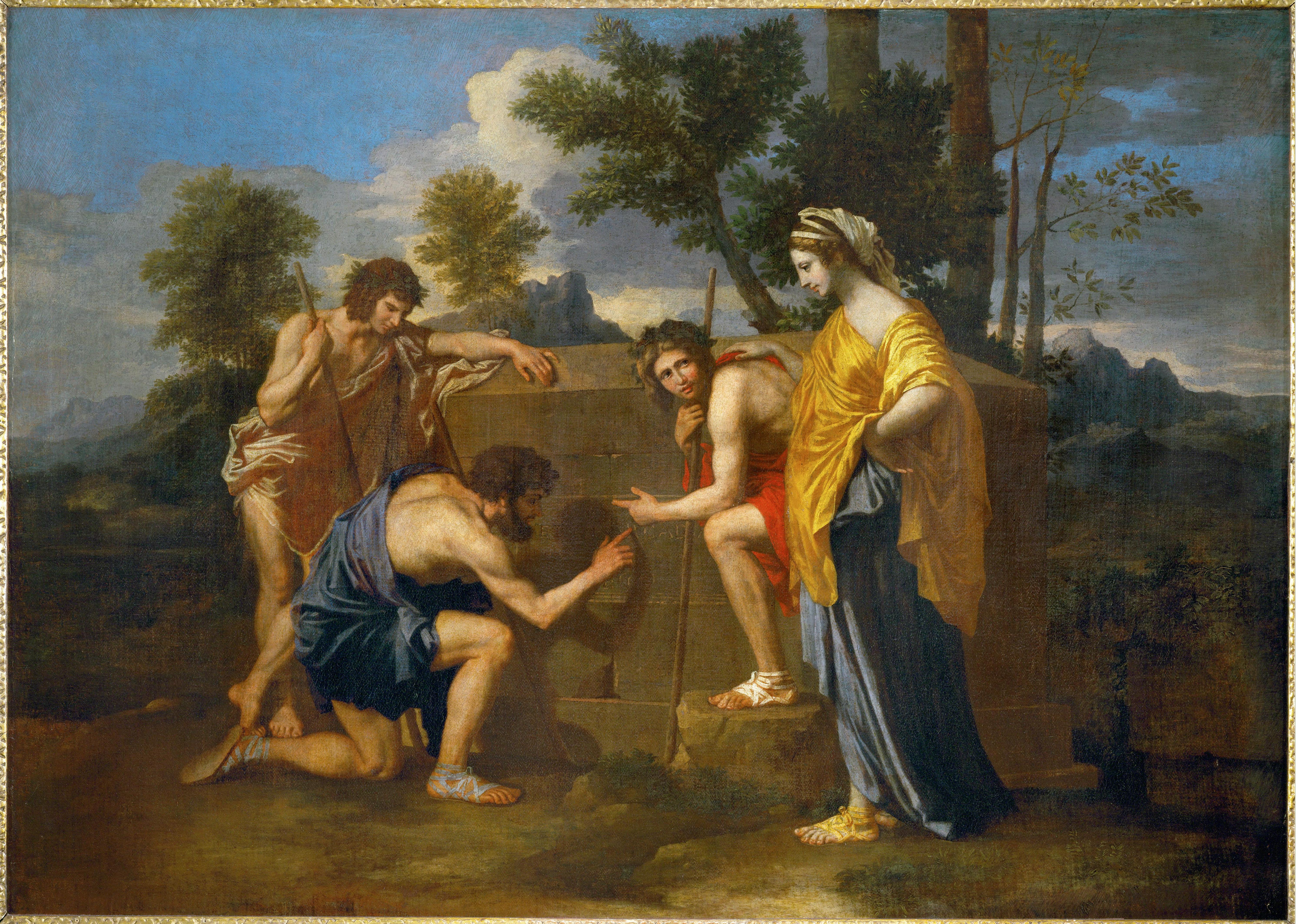
Et in Arcadia ego (« Les Bergers d'Arcadie »), de Nicolas Poussin (1628-1630).

La querelle du coloris ou querelle des poussinistes et des rubénistes est un débat esthétique qui a divisé les artistes-peintres en France dans le dernier quart du XVIIe siècle. Elle a surgi en 1671 à l'Académie royale de peinture et de sculpture à Paris, pour déterminer si, dans la peinture, le plus important réside dans le dessin ou dans la couleur.
D'un côté se situaient les  « poussinistes » — qui se réclamaient de Nicolas Poussin, qui pensaient que le dessin privilégiant la forme était le plus important ; de l'autre les « rubénistes » — prenant exemple sur Rubens, qui privilégient la force de l'expression à travers la couleur. Les poussinistes arguaient de la défense de l'école française de peinture, dont le Français Poussin était une figure marquante, bien qu'il eût surtout exercé en Italie, alors que Rubens était flamand. Ni l'un, ni l'autre ne vivaient plus du temps de cette polémique.
Après plus de quarante ans, l'Académie finit par pencher en faveur des rubénistes en acceptant Le Pèlerinage à l'île de Cythère d'Antoine Watteau comme morceau de réception en 1717. Le débat connaîtra plusieurs résurgences jusqu'au XXe siècle.

## Positions
Les poussinistes se basent sur l'idée platoniste qu'existent des formes idéales, auquel l'artiste pourrait rendre une forme concrète en choisissant, à l'aide de sa raison, des éléments provenant de la Nature. Pour eux, la couleur est donc un ajout purement décoratif à la forme dite aussi dessin (ou disegno), là où l'utilisation de lignes pour dépeindre une forme est la compétence essentielle de la peinture. Leur principal représentant est Charles Le Brun, directeur de l'Académie, et leurs modèles sont Raphaël, les Carracci, Le Dominiquin et surtout Poussin, dont ils présentent les œuvres à l'appui de leurs discours. Leurs références sont les formes de l'art classique.
Les rubénistes affirment que la couleur est supérieure car plus vraie que nature. Leurs modèles sont les œuvres de Rubens qui font la part belle à la représentation précise de la nature plutôt qu'à l'imitation classiciste. Les Rubénistes argumentent que le but de la peinture est d'abuser l'œil en créant une imitation de la nature. Le dessin, selon les Rubénistes, bien que basé sur la raison, plaît uniquement à quelques experts tandis que la couleur peut être appréciée par tout le monde. Les idées des Rubénistes possèdent donc des connotations politiques révolutionnaires en ceci qu'elles élèvent la position du profane et questionnent l'idée conservatrice entretenue depuis la Renaissance que la peinture, en tant qu'art libéral, ne peut être appréciée que par un esprit éduqué. Ils s'appuient sur les œuvres de  l'école vénitienne (Véronèse et surtout Titien) et de l'école hollandaise (Van Dyck et surtout Rubens).

## Débat
La question est de savoir si la peinture est une activité de l'esprit, dans laquelle prédomine le dessin, expression d'une forme idéale, ou bien si elle influence l'esprit au moyen de la sensualité du regard, séduit par la couleur et l'apparence du réel. C'est à Paris, sous le règne de Louis XIV que les conférences de l'Académie  donnent l'occasion aux deux opinions de s'exposer et de s'opposer.

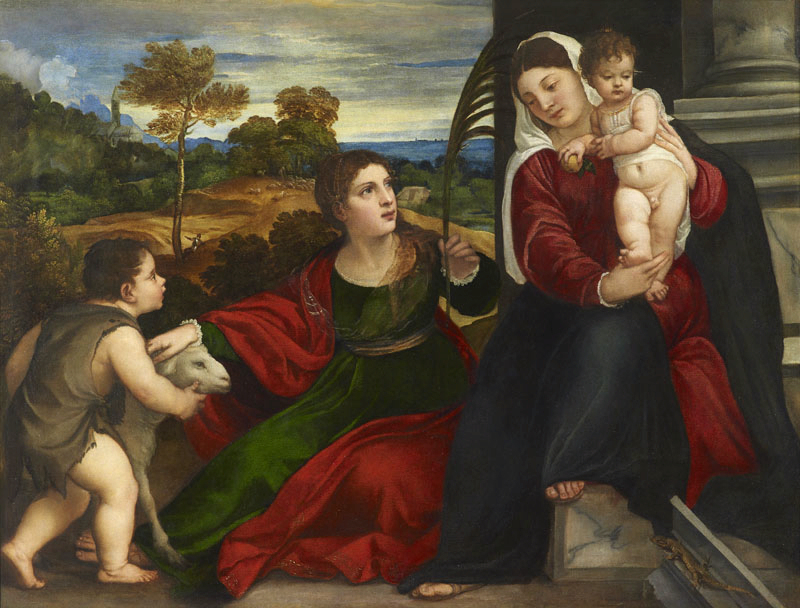
La Vierge, l'Enfant, sainte Agnès et saint Jean-Baptiste du Titien (musée des Beaux-Arts de Dijon).

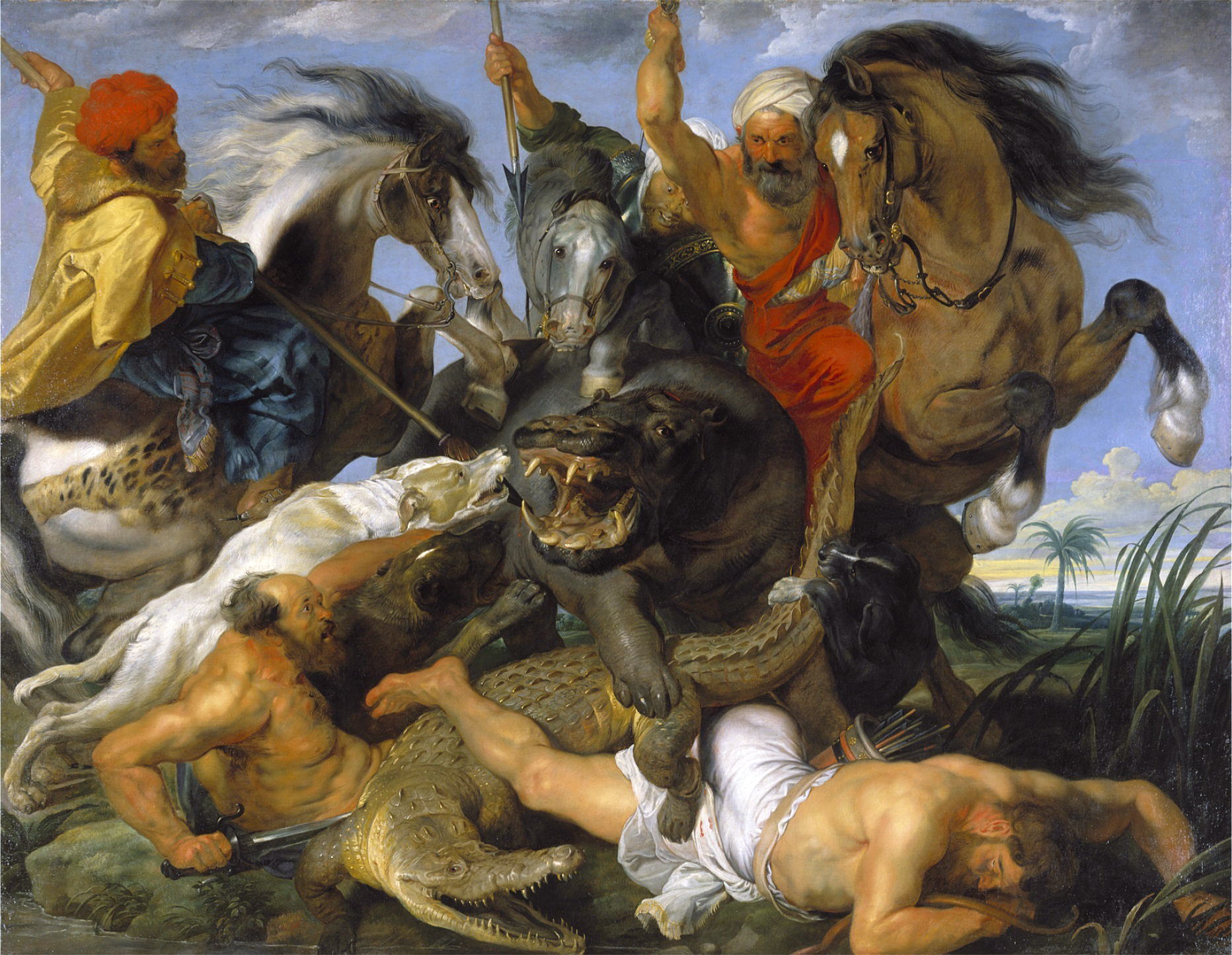
La Chasse à l'hippopotame, de Pierre Paul Rubens (1616).

Philippe de Champaigne lance le débat en 1671 dans une conférence de l'Académie où il fait l'éloge de la couleur d'un tableau du Titien, en déplorant qu'« on ne sait pas que trouver de beau quand on le cherche bien. Il est vrai que cette recherche (...) la correction et la justesse des proportions (...) est plus à acquérir par l'effort de l'étude qu'à attendre de la nature ». Cette doctrine, qui oppose à la séduction de la couleur et du dessin d'un « beau corps » la difficulté de rendre visible la justesse des proportions, vient en réponse à des débats qui se sont jusque-là déroulés hors de l'Académie, dont tous les peintres et critiques ne sont pas membres. 
Le peintre Gabriel Blanchard répond quelques semaines plus tard : « en diminuant le mérite de la couleur, on diminue celui des peintres ». Il suscite une réponse particulièrement véhémente de Jean-Baptiste de Champaigne, neveu de Philippe. 
La direction de l'Académie, Le Brun en tête, est favorable au dessin, qui constitue l'essentiel de l'enseignement de l'institution. En 1672, Charles Le Brun essaie de faire cesser cette dispute en disant officiellement que « la fonction de la couleur est de satisfaire les yeux tandis que le dessin satisfait l'esprit, ». 
Le critique d'art Roger de Piles publie en 1673 un essai intitulé Dialogue sur le coloris. Il y fait l'éloge de l'œuvre peint de Rubens, « qui a rendu le chemin qui conduit au coloris plus facile et plus débarassé » et porte à la connaissance du public un débat qui se tenait exclusivement au sein de l'Académie. Ses arguments convainquent notamment le duc de Richelieu, neveu du cardinal de Richelieu, de céder douze de ses peintures de Poussin pour se constituer une collection de peintures de Rubens. Entre 1677 et 1681, Roger de Piles publie deux autres ouvrages où il défend ardemment l'art du coloris, observation des « couleurs naturelles » et mise en œuvre des « couleurs artificielles », pâtes colorées qu'il dispose sur le tableau. 
La dispute est similaire, quant aux arguments, à celle concernant les mérites du disegno et du colore dans l'Italie du XVe siècle. Elle acquiert en France un caractère particulier : l'Académie royale de peinture et de sculpture tenait le dessin pour le fondement de l'art et toute attaque contre celui-ci semble une attaque contre l'Académie. Le milieu artistique parisien est alors engagé dans des luttes de pouvoir autour de l'Académie, dont les membres ont le monopole des commandes royales, divisée entre les membres de l'ancienne Corporation des peintres et sculpteurs et les partisans de la nouvelle Académie sous contrôle royal. Le débat s'enflamme, passant de la controverse théorique à des polémiques accompagnées de pamphlets d'une certaine violence verbale, où les partisans de la couleur affirment que c'est « l'Envie, l'Ignorance et l'Intérêt » qui anime leurs adversaires.
Jusqu'à un certain point, le débat portait tout simplement sur le fait de savoir s'il était acceptable de peindre purement dans le but de procurer du plaisir au spectateur, sans viser comme la peinture historique au "noble" et au "typique".

## Résolution

Le Pèlerinage à l'île de Cythère, d'Antoine Watteau (1717).

Le succès des partisans de la couleur, les Rubénistes, est consommé quand Roger de Piles, devient officiellement membre de l'Académie royale de peinture et de sculpture en 1699, en tant qu'« amateur ». La victoire est définitive avec l'acceptation du Pèlerinage à l'île de Cythère d'Antoine Watteau comme morceau de réception par l'Académie en 1717.
Watteau est considéré comme le plus grand des Rubénistes. D'autres Rubénistes importants sont François Boucher et Jean-Honoré Fragonard. Jean Siméon Chardin a profité quant à lui du nouvel intérêt pour la nature morte et la peinture de genre.
L'admission de Watteau à l'Académie ne marque pas une défaite complète des Poussinistes, qui fondent la peinture sur le dessin. Il est admis comme « peintre de fêtes galantes », une catégorie créée pour lui, qui le classe hors celle des peintres d'histoire, la plus haute, et la seule qui implique un enseignement à l'Académie,. Charles Antoine Coypel, le fils du directeur de l'Académie, dit de façon convaincante : « Les peintures charmantes de ce digne peintre seraient un mauvais guide pour quiconque souhaiterait peindre les Actes des Apôtres ».

## Portée et postérité
Le débat et le développement parallèle du rococo dans la France du XVIIIe siècle ont été vus comme une forme de renouveau. Michael Levey signale que c'est pendant le XVIIe siècle que les nouvelles catégories de scène de genre, de peinture de paysage et de nature morte ont commencé à s'établir avec leur insistance sur l'observation de la nature, et par conséquent les principes rubénistes. Elles ont conduit au renouveau des traditions existantes du naturalisme et à l'appel pour une plus grande discipline en peinture, au lieu de représenter une attitude de liberté générale ou de laisser-faire, comme c'est souvent admis.
La dispute a lieu au début du Siècle des Lumières et les Rubénistes sont soutenus par Essai sur l'entendement humain de John Locke (1690), où il argumente que toutes les idées dérivent de l'expérience et ne sont aucunement innées. Jean-Baptiste Dubos observe que ce qui est compris dans l'esprit fait pâle figure face à ce qui l'est au travers des sens.
Dans la seconde moitié du XIXe siècle, Charles Henry présente aux artistes, critiques et amateurs son interprétation des travaux de Chevreul sur la couleur. L'américain Ogden Rood publie  Modern Chromatics. L'argumentaire de Paul Signac, fondé sur l'existence d'une science de la couleur, renverse l'assignation du dessin à l'intellect et de la couleur à la sensualité.
Au XXe siècle, André Lhote reprend les arguments du XVIIe siècle, opposant « la couleur langage sensuel » et « le dessin langage spirituel » pour rejeter l'impressionnisme et saluer le cubisme ; il différencie encore, sur la base des choix que doit effectuer l'artiste entre des modes d'expression, « la peinture par la valeur pure et celle basée sur la seule couleur » ; mais la querelle du coloris est éteinte en ce qui concerne les relations de l'artiste à la beauté idéale.

### Sources imprimées
- Roger de Piles, Dialogue sur le coloris, Paris, Langlois, 1673 (lire en ligne) réédition 1699
- Henry Jouin (éd.), Conférences de l'Académie royale de peinture et de sculpture, Paris, A. Quantin, 1883 (lire en ligne)
- André Fontaine (ed.), Conférences inédites de l'Académie Royale de Peinture et de Sculpture : d'après les manuscrits des archives de l'Ecole des Beaux-arts : La Querelle du dessin et de la couleur, Discours de Le Brun, de Philippe et de Jean-Baptiste de Champaigne, 1903 (lire en ligne)